# Rafael García Torres
 José Rafael García Torres, plus connu sous le nom de  Rafael García, né le 14 août 1974 à Mexico, est un footballeur mexicain. Il joue au poste de milieu de terrain avec l'équipe du Mexique reconverti entraîneur.

## Carrière

### En équipe nationale
Il a fait ses débuts internationaux en février 1996 contre l'équipe du Chili.
García participe à la coupe du monde 2006 avec l'équipe du Mexique, après avoir disputé celle de 2002.

## Palmarès
- 50 sélections avec l'équipe du Mexique (3 buts)
- Participation aux coupes du monde 2002 et 2006
- Coupe des confédérations 1999
- Concacaf Gold Cup en 2003
- Champion du Mexique en 1998, 1999, 2000 et 2002